# Beta-2 adrenergički receptor
Beta-2 adrenergički receptor (β2 adrenoreceptor), takođe poznat kao ADRB2, je beta-adrenergički receptor.

## Gen
gen ne sadrži introne. Razne polimorfne forme, tačke mutacija, i/ili umanjeno izražavanje ovog gena su vezani sa noćnom astmom, gojaznošću i tip 2 dijabetesom.

## Struktura
3D kristalografska struktura β2-adrenergičkog receptora je bila određena (2R4R, 2R4S, 2RH1).

## Mehanizam
Ovaj receptor je direktno vezan sa jednim od njegovih ultimatnih efektora, klasom C L-tip kalcijumskim kanalom . Ovaj receptor-kanal kompleks je spregnut sa  G proteinom, koji aktivira adenilil ciklazu, katalizujući formaciju cikličnog adenozin monofosfata (cAMP), koji onda aktivira proteinsku kinazu A, i kontra-balansira fosfatazu . Kompozicija signalnog kompleksa omogućava mehanizam koji proizvodi specifičnu i brzu signalizaciju. Biofizički i molekularni model sa dva stanja je bio predložen da bi se objasnila pH i REDOX senzitivnost ovog i drugih GPCR receptora.
Za beta-2 adrenergički receptor je takođe bilo utvrđeno da se spreže sa . Moguće je da se time stvara mehanizam kojim je respons na ligande visoko lokalizovan unutar ćelija. U kontrastu s tim, Beta-1 adrenergički receptori se sprežu samo sa , i njihova stimulacija rezultuje u difuznijem ćelijskom odzivu. Postoje indikacije da je ovo posredovano cAMP indukovanom PKA fosforilacijom receptora.

## Literatura
1. 1 2  : 2RH1; Cherezov V, Rosenbaum DM, Hanson MA, Rasmussen SG, Thian FS, Kobilka TS, Choi HJ, Kuhn P, Weis WI, Kobilka BK, Stevens RC (2007). „High-resolution crystal structure of an engineered human β2-adrenergic G protein-coupled receptor”. Science. 318 (5854): 1258—65. PMID 17962520. doi:10.1126/science.1150577.
2. 1 2  Rosenbaum DM, Cherezov V, Hanson MA, Rasmussen SG, Thian FS, Kobilka TS, Choi HJ, Yao XJ, Weis WI, Stevens RC, Kobilka BK (2007). „GPCR engineering yields high-resolution structural insights into β2-adrenergic receptor function”. Science. 318 (5854): 1266—73. PMID 17962519. doi:10.1126/science.1150609.
3. ↑  „Entrez Gene: ADRB1 adrenergic, beta-1-, receptor”.
4. ↑  „Entrez Gene: ADRB2 adrenergic, beta-2-, receptor, surface”.
5. ↑  Rasmussen SG, Choi HJ, Rosenbaum DM, Kobilka TS, Thian FS, Edwards PC, Burghammer M, Ratnala VR, Sanishvili R, Fischetti RF, Schertler GF, Weis WI, Kobilka BK (2007). „Crystal structure of the human β2-adrenergic G-protein-coupled receptor”. Nature. 450 (7168): 383—7. PMID 17952055. doi:10.1038/nature06325.
6. ↑  Rubenstein LA, Zauhar RJ, Lanzara RG (2006). „Molecular dynamics of a biophysical model for β2-adrenergic and G protein-coupled receptor activation”. J. Mol. Graph. Model. 25 (4): 396—409. PMID 16574446. doi:10.1016/j.jmgm.2006.02.008.
7. ↑  Chen-Izu Y, Xiao RP, Izu LT, Cheng H, Kuschel M, Spurgeon H, Lakatta EG (2000). „G(i)-dependent localization of beta(2)-adrenergic receptor signaling to L-type Ca(2+) channels”. Biophys. J. 79 (5): 2547—56. PMC 1301137 . PMID 11053129. doi:10.1016/S0006-3495(00)76495-2.
8. ↑  Zamah AM, Delahunty M, Luttrell LM, Lefkowitz RJ (2002). „Protein kinase A-mediated phosphorylation of the beta 2-adrenergic receptor regulates its coupling to Gs and Gi. Demonstration in a reconstituted system”. J. Biol. Chem. 277 (34): 31249—56. PMID 12063255. doi:10.1074/jbc.M202753200.

## Dodatna literatura
- Frielle T, Caron MG, Lefkowitz RJ (1989). „Properties of the beta 1- and beta 2-adrenergic receptor subtypes revealed by molecular cloning.”. Clin. Chem. 35 (5): 721—5. PMID 2541947.
- Taylor DR, Kennedy MA (2002). „Genetic variation of the beta(2)-adrenoceptor: its functional and clinical importance in bronchial asthma.”. American journal of pharmacogenomics : genomics-related research in drug development and clinical practice. 1 (3): 165—74. PMID 12083965.
- Thibonnier M, Coles P, Thibonnier A, Shoham M (2002). „Molecular pharmacology and modeling of vasopressin receptors.”. Prog. Brain Res. 139: 179—96. PMID 12436935. doi:10.1016/S0079-6123(02)39016-2.
- Ge D; Huang J; He J;  . (2005). „beta2-Adrenergic receptor gene variations associated with stage-2 hypertension in northern Han Chinese.”. Ann. Hum. Genet. 69 (Pt 1): 36—44. PMID 15638826. doi:10.1046/j.1529-8817.2003.00093.x.
- Muszkat M (2007). „Interethnic differences in drug response: the contribution of genetic variability in beta adrenergic receptor and cytochrome P4502C9.”. Clin. Pharmacol. Ther. 82 (2): 215—8. PMID 17329986. doi:10.1038/sj.clpt.6100142.
- Bucens D, Pain MC (1976). „Influence of hematocrit, blood gas tensions, and pH on pressure-flow relations in the isolated canine lung.”. Circ. Res. 37 (5): 588—96. PMID 154.
- von Zastrow M, Kobilka BK (1992). „Ligand-regulated internalization and recycling of human beta 2-adrenergic receptors between the plasma membrane and endosomes containing transferrin receptors.”. J. Biol. Chem. 267 (5): 3530—8. PMID 1371121.
- Gope R; Gope ML; Thorson A;  . (1992). „Genetic changes at the beta-2-adrenergic receptor locus on chromosome 5 in human colorectal carcinomas.”. Anticancer Res. 11 (6): 2047—50. PMID 1663718.
- Bouvier M, Guilbault N, Bonin H (1991). „Phorbol-ester-induced phosphorylation of the beta 2-adrenergic receptor decreases its coupling to Gs.”. FEBS Lett. 279 (2): 243—8. PMID 1848190. doi:10.1016/0014-5793(91)80159-Z.
- Yang-Feng TL; Xue FY; Zhong WW;  . (1990). „Chromosomal organization of adrenergic receptor genes.”. Proc. Natl. Acad. Sci. U.S.A. 87 (4): 1516—20. PMC 53506 . PMID 2154750. doi:10.1073/pnas.87.4.1516.
- Hui KK, Yu JL (1989). „Effects of protein kinase inhibitor, 1-(5-isoquinolinylsulfonyl)-2-methylpiperazine, on beta-2 adrenergic receptor activation and desensitization in intact human lymphocytes.”. J. Pharmacol. Exp. Ther. 249 (2): 492—8. PMID 2470898.
- Hen R, Axel R, Obici S (1989). „Activation of the beta 2-adrenergic receptor promotes growth and differentiation in thyroid cells.”. Proc. Natl. Acad. Sci. U.S.A. 86 (12): 4785—8. PMC 287358 . PMID 2471981. doi:10.1073/pnas.86.12.4785.
- O'Dowd BF; Hnatowich M; Caron MG;  . (1989). „Palmitoylation of the human beta 2-adrenergic receptor. Mutation of Cys341 in the carboxyl tail leads to an uncoupled nonpalmitoylated form of the receptor.”. J. Biol. Chem. 264 (13): 7564—9. PMID 2540197.
- Bristow MR; Hershberger RE; Port JD;  . (1989). „Beta 1- and beta 2-adrenergic receptor-mediated adenylate cyclase stimulation in nonfailing and failing human ventricular myocardium.”. Mol. Pharmacol. 35 (3): 295—303. PMID 2564629.
- Emorine LJ; Marullo S; Delavier-Klutchko C;  . (1987). „Structure of the gene for human beta 2-adrenergic receptor: expression and promoter characterization.”. Proc. Natl. Acad. Sci. U.S.A. 84 (20): 6995—9. PMC 299215 . PMID 2823249. doi:10.1073/pnas.84.20.6995.
- Chung FZ; Wang CD; Potter PC;  . (1988). „Site-directed mutagenesis and continuous expression of human beta-adrenergic receptors. Identification of a conserved aspartate residue involved in agonist binding and receptor activation.”. J. Biol. Chem. 263 (9): 4052—5. PMID 2831218.
- Yang SD; Fong YL; Benovic JL;  . (1988). „Dephosphorylation of the beta 2-adrenergic receptor and rhodopsin by latent phosphatase 2.”. J. Biol. Chem. 263 (18): 8856—8. PMID 2837466.
- Kobilka BK; Dixon RA; Frielle T;  . (1987). „cDNA for the human beta 2-adrenergic receptor: a protein with multiple membrane-spanning domains and encoded by a gene whose chromosomal location is shared with that of the receptor for platelet-derived growth factor.”. Proc. Natl. Acad. Sci. U.S.A. 84 (1): 46—50. PMC 304138 . PMID 3025863. doi:10.1073/pnas.84.1.46.
- Chung FZ; Lentes KU; Gocayne J;  . (1987). „Cloning and sequence analysis of the human brain beta-adrenergic receptor. Evolutionary relationship to rodent and avian beta-receptors and porcine muscarinic receptors.”. FEBS Lett. 211 (2): 200—6. PMID 3026848. doi:10.1016/0014-5793(87)81436-9.
- „β2-adrenoceptor”. IUPHAR Database of Receptors and Ion Channels. International Union of Basic and Clinical Pharmacology. Архивирано из оригинала 12. 01. 2015. г.